# Gemilang Coachworks
Gemilang Coachwork Sdn Bhd (GML) — малайзийский производитель автобусных кузовов. Также является первым производителем электробусов в Малайзии.

## История
Компания Gemilang Coachwork основана 23 сентября 1989 года. Она является авторитетным производителем автобусных кузовов и экспортирует более 3000 автобусов в США, Сингапур, ОАЭ, Китай, Гонконг, Новую Зеландию, Вьетнам и другие страны.
В 1999 году компания Gemilang Coachworks экспортировала более 100 автобусов:
- В Сингапуре компания SBS Transit закупила 1101 автобус Scania K230UB, а SMRT — 734 MAN NL323F (A22)[1].
- В Малайзии компания Rapid Bus закупила 790 автобусов Scania K250UB и Scania K270UB.

В 2021 году в США поступило более 100 электробусов.

## Продукция
В настоящее время компания Gemilang Coachworks выпускает алюминиевые кузова для разных автобусов (включая MAN Lion’s City) и конфигурации, которые могут быть адаптированы к требованиям различных производителей, операторов и регионов. На протяжении многих лет компания GML выпускала кузова для автобусов BYD, Daewoo, Dennis, GreenPower Motor, Higer, Hino, Hyundai, King Long, MAN, Mercedes-Benz, Nissan Diesel, Scania, Sunlong, Volvo и Yutong.

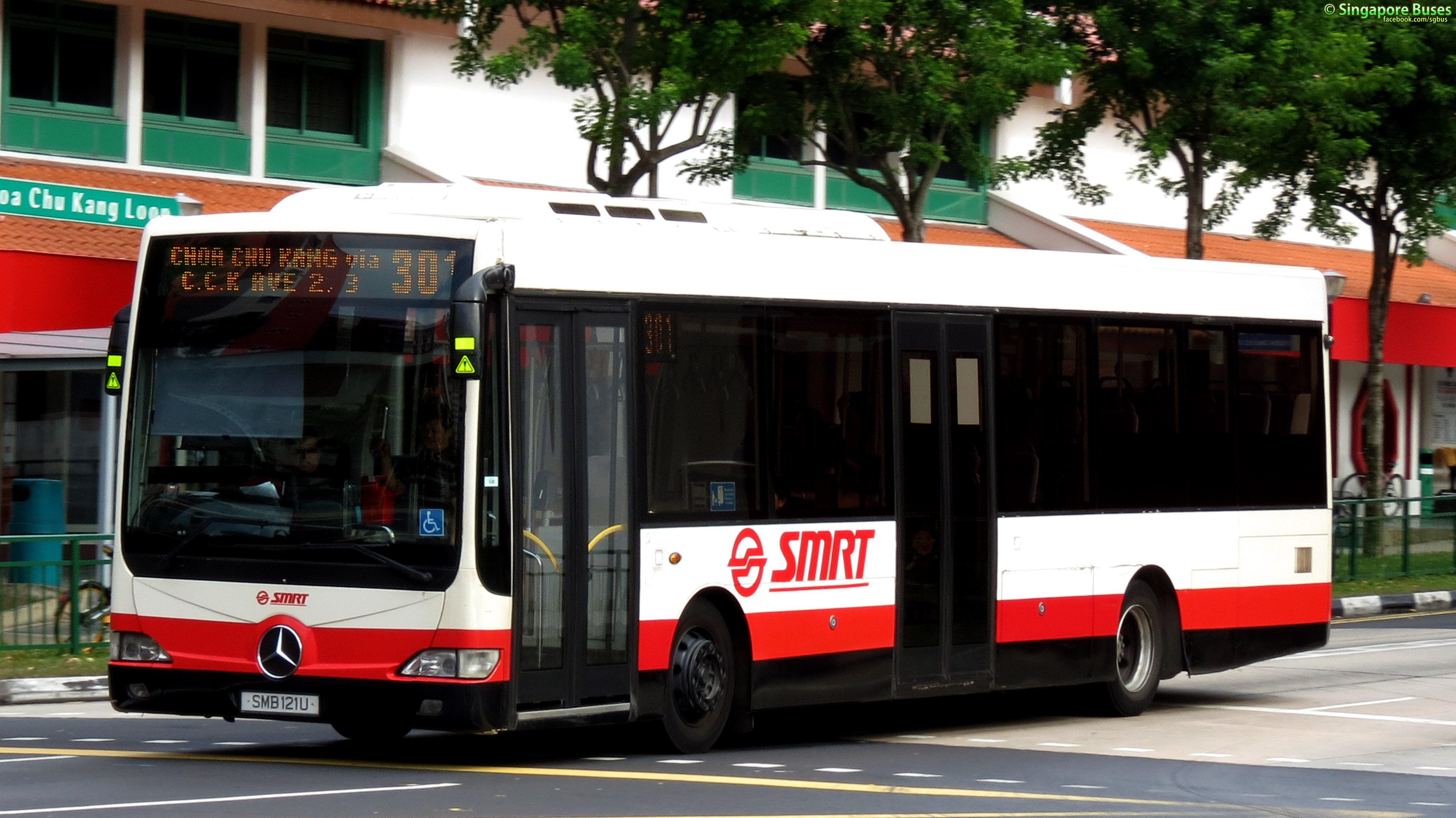
Mercedes-Benz OC 500 LE
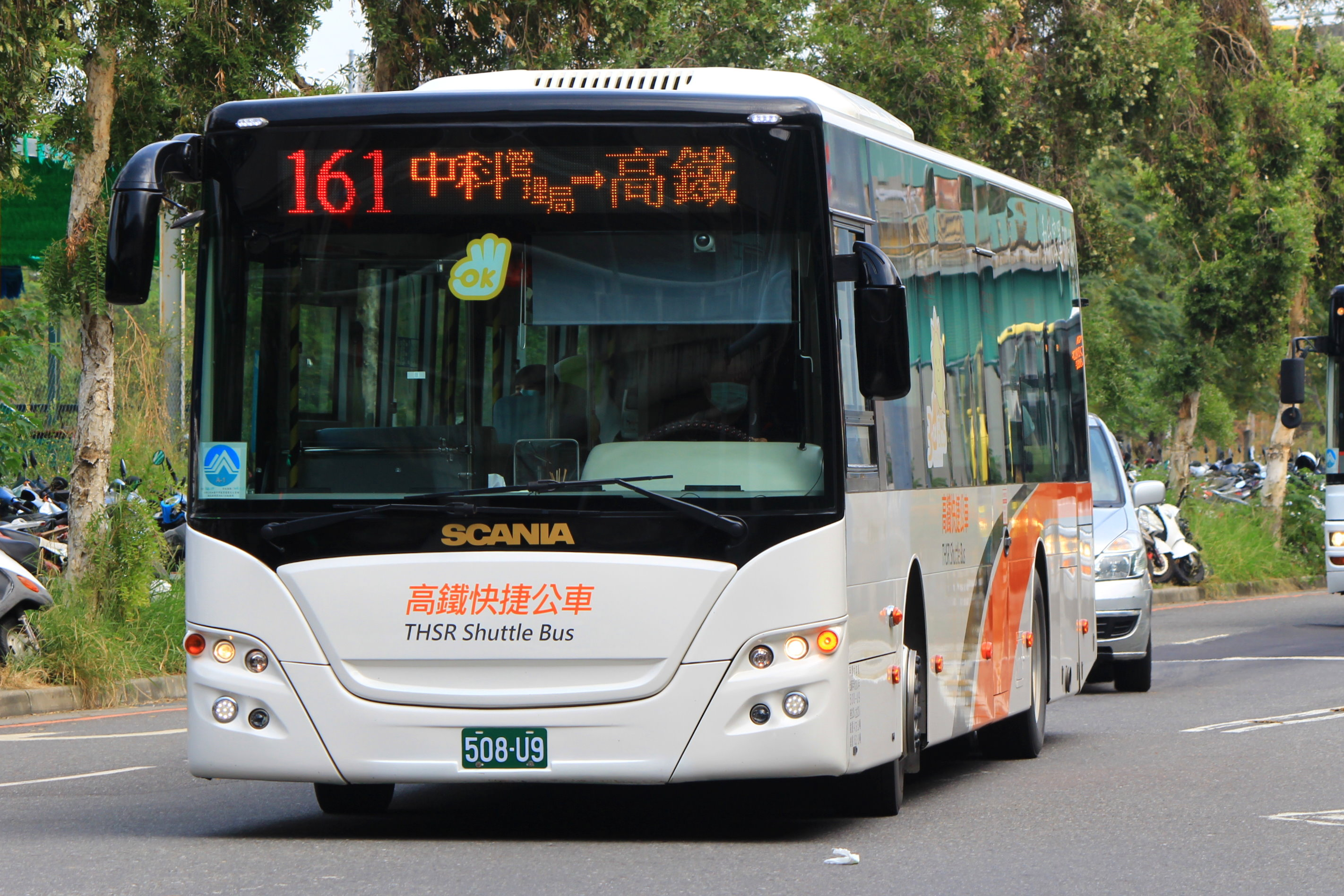
Scania N230UB
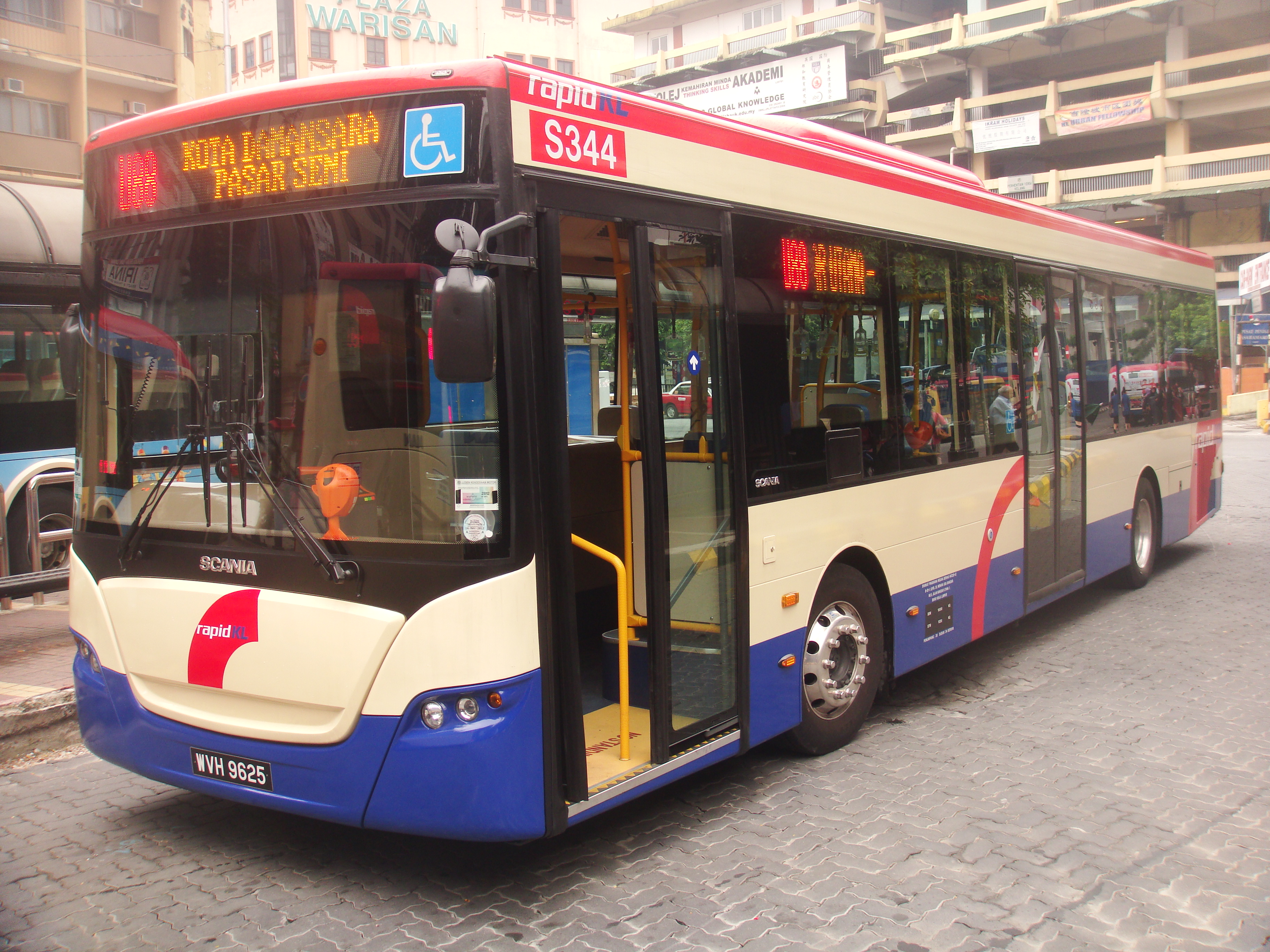
Scania K270UB
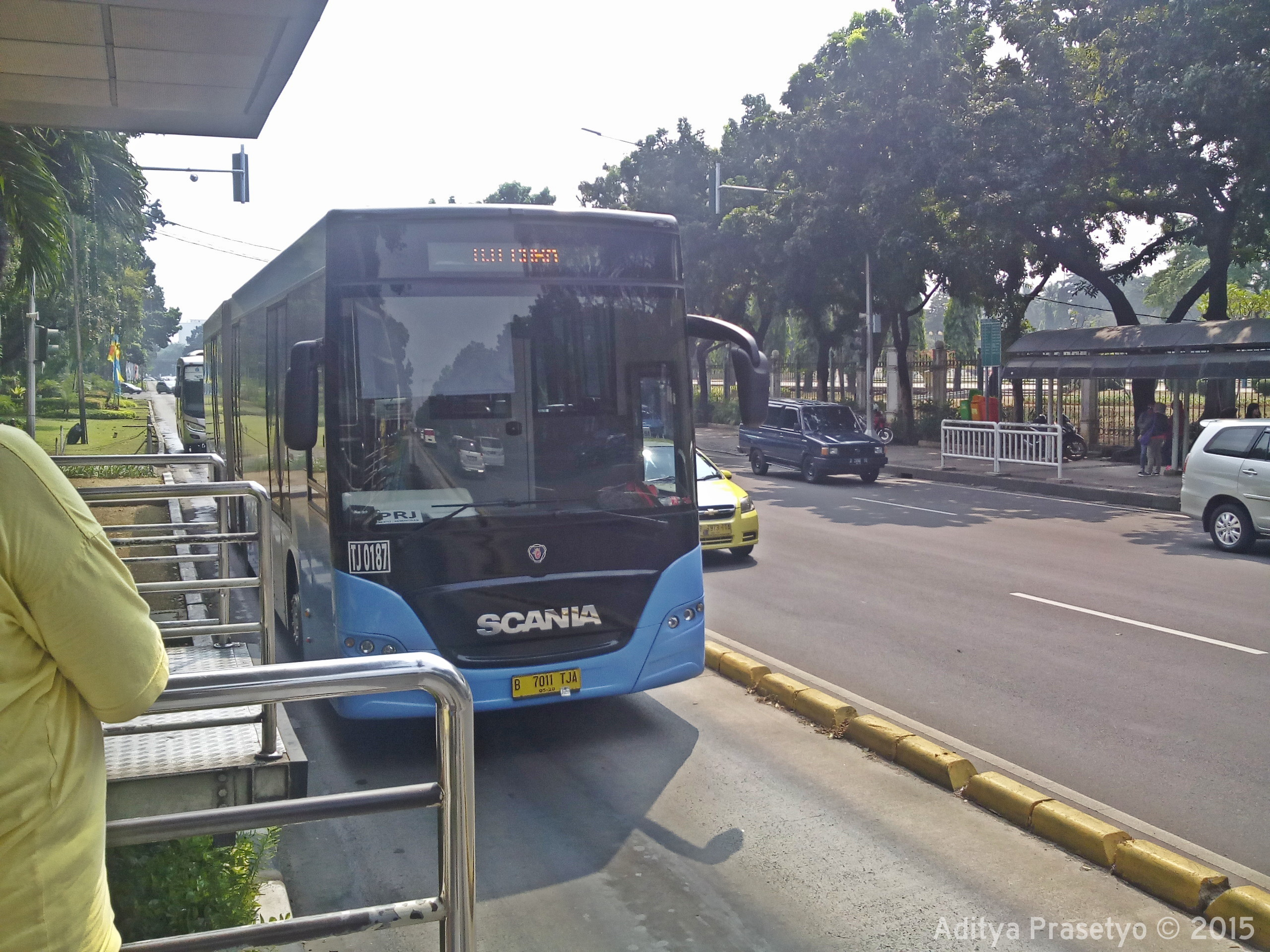
Scania K340IA
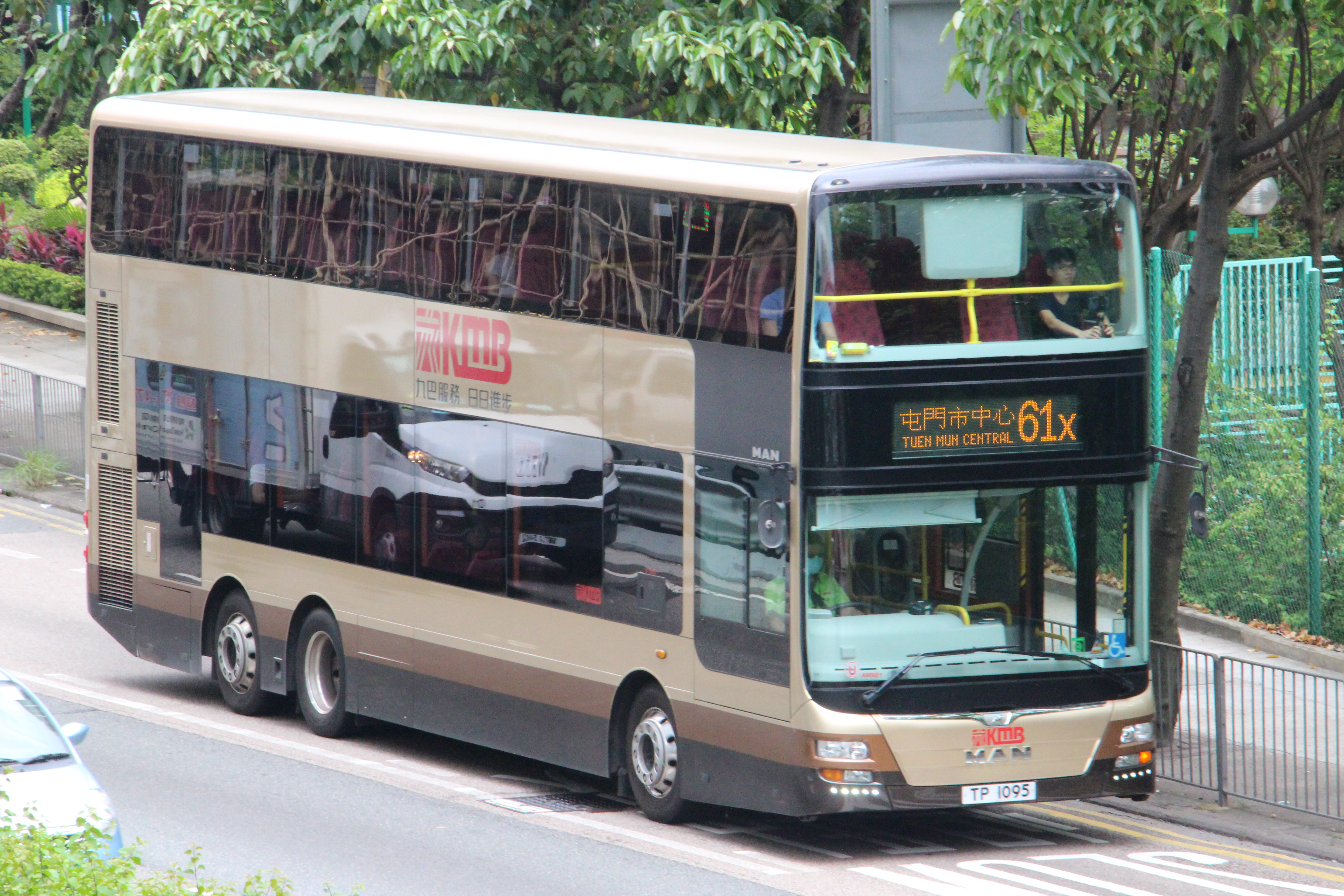
MAN A95